# Hana chirinu
Hana chirinu (花ちりぬ?) è un film del 1938 diretto da Tamizō Ishida.
Il film, noto internazionalmente anche con il titolo Fallen Blossoms, narra 24 ore di una Kyoto sotto assedio in un contesto caotico e violento che condurrà alla fine dello shogunato consegnando il potere all'imperatore in quel periodo della storia giapponese noto anche come Rinnovamento Meiji. 
In anni nei quali il nazionalismo culturale rendeva improponibile certe forme di critica, Ishida, rievocando un episodio noto a tutti del passato del proprio paese, sebbene si concentri su vicende personali e sentimentali, allude sottilmente ma chiaramente ad alcune contraddizioni del Giappone presente.

## Trama
Kyoto, 17 luglio 1864 (18 agosto 1864 del calendario gregoriano). In un contesto di guerra civile le forze imperiali stanno attaccando le forze dello shogunato coinvolgendo pesantemente la popolazione cittadina. Come diretta conseguenza del caos dilagante una casa di geishe del quartiere di Gion ha sempre meno clienti, mentre diverse altre concorrenti hanno chiuso e, in generale, parte della popolazione sta cominciando a lasciare la città. 
La tensione tra le ragazze è palpabile e tra di loro ci sono situazioni diverse, a volte in contrasto fra loro. La conduttrice della casa, chiamata madre dalle ragazze, è effettivamente la mamma di una di esse, Akira, particolarmente in pena perché il suo amato, del quale legge continuamente una vecchia poesia, è impegnato nelle forze imperiali e non dà notizie di sé ormai da mesi.
Quando la sera degli uomini bussano alla porta della casa per avere protezione, Akira vorrebbe aprire ma la madre, per prudenza glielo impedisce. Seguono rumori di combattimenti e urla. Al mattino seguente si scopre che c'è stato uno scontro cruento con morti. Ci si prepara a lasciare la casa ma si attende a farlo. Quindi Tomi, la madre, è convocata dalle autorità dello shogunato per un interrogatorio. Forse è sospettata di aver dato rifugio a combattenti avversari. Sta di fatto che lasciando la casa, avvisa le ragazze che se non dovesse tornare presto è meglio che se ne vadano cercando autonomamente rifugio nelle campagne vicine. E così avverrà, ma Akira deciderà di restare sperando in un segnale. Con sorpresa scopre poi di non essere sola, con lei c'è un'altra anima sofferente, quella di Tanehachi, che si ubriaca per dimenticare una serie di dolori familiari. 
Akira, con la poesia del suo amato in mano, si affaccia dalla terrazza della casa e vede la città in fiamme. Non è possibile capire chi vinca o chi perda ma è chiaro che un'epoca sta tramontando e tante speranze stanno andando in fumo con essa.

## Produzione
L'opera teatrale dal quale il film è tratto, scritta da Kaoru Morimoto, era stata portata in scena dalla compagnia Bungakuza.
Il film ha solo interpreti femminili e l'azione si svolge esclusivamente all'interno della casa di geishe.